# リッチー・ポート
リッチー・ポート（Richie Porte、1985年1月30日 - ）は、オーストラリア、タスマニア州ローンセストン出身の自転車競技（ロードレース）選手。リッチー・ポルトとも表記される。「タスマニアデビル」や「タスマニアの脅威」などと呼ばれることもある。

## 経歴
トライアスロンから転身した。
2010年、チーム・サクソバンクに移籍。ジロ・デ・イタリアに初出場し、第11ステージで逃げ集団に乗り総合首位に浮上、マリア・ローザを獲得し第13ステージまで堅持。その後も山岳で健闘して総合7位に入り、マリア・ビアンカ（新人賞）を獲得した。
2012年、チーム・スカイへ移籍。ブラッドリー・ウィギンスやクリス・フルームのアシストとして活躍。
2013年、パリ～ニースの第5ステージで優勝、総合首位に立ち、最終ステージの個人ＴＴでも優勝した。結果、オーストラリア人として初の当大会制覇となり、その名を轟かせた。
2015年、パリ～ニースでは落車に見舞われながらもステージ2勝を決め、最後は36秒差を逆転、二度目の総合優勝を果たした。続く、ボルタ・ア・カタルーニャでも安定した走りを見せ、UCIワールドツアー総合2連勝に輝いた。グランツールレーサーへの飛躍のため、翌年の移籍を決める。
2016年、BMC・レーシングチームに移籍。ツールでは第2ステージでのパンクによるタイムロスが響き総合5位。
2017年、ツアー・ダウンアンダーで史上最も大きなタイム差をつけて、初の総合優勝に輝く。ウィランガヒルステージを4連覇。
ツール・ド・ロマンディでは最終ステージでサイモン・イェーツを逆転し総合優勝。
ツール前哨戦クリテリウム・デュ・ドフィネでは第4ステージの個人タイムトライアルでタイムトライアル世界チャンピオンのトニー・マルティンを下して優勝するも最終ステージのプラトー・ド・ソレゾンで遅れヤコブ・フルサングに逆転負けを喫し総合2位。
ツール・ド・フランス2017では山岳の第9ステージで落車し、後続のダニエル・マーティンに巻き込まれたことによって大怪我を負ってしまい、大会を去った。
2018年はツアー・ダウンアンダーでウィランガヒルステージを5連覇し、総合2位となる。
ツール・ド・ロマンディでは連覇叶わず総合3位となったが、ツール・ド・スイスにて区間未勝利ながら安定した走りを見せナイロ・キンタナやヤコブ・フルサングを抑え総合優勝、好調のままツールに出場。第3ステージのチームタイムトライアルでチームの区間優勝に貢献するも、第9ステージ序盤の落車に巻き込まれ2年連続で第9ステージリタイアとなった。
2019年、トレック・セガフレードに移籍。ツアー・ダウンアンダーにてウィランガヒルステージを6連覇。
2020年はウィランガヒルステージの勝利こそ逃したものの、ツアー・ダウンアンダーにて総合優勝。ツール・ド・フランスでは区間未勝利ながら安定した走りで総合3位に入り、出場10回目にして初めてパリでの総合表彰台に登った。
2021年からは古巣である前スカイのイネオス・グレナディアーズに移籍した。
移籍後初レースとなったパリ〜ニースでは落車で第1ステージDNFだったが、次に出走したカタルーニャ一周では個人TTでの6位を皮切りに3ステージ連続で一桁フィニッシュを果たし、チームメイトのアダム・イェーツに次ぐ総合2位となった。

## 主な戦績

### 2007年
- ツアー・オブ・ブライト　総合優勝

### 2008年
- ツアー・オブ・パース　総合優勝
- ツアー・オブ・タスマニア　総合優勝

### 2009年
- ジロ・デル・フリウーリ・ヴェネツィア・ジュリア　区間優勝（第2ステージ）
- ジロ・チクリスティコ・ディタリア　区間優勝（第4ステージ）
- グラン・プレミオ・チッタ・ディ・フェリーノ　優勝

### 2010年
- ツール・ド・ロマンディ　区間優勝（第3ステージ・個人タイムトライアル）
- ジロ・デ・イタリア　新人賞

### 2011年
- ブエルタ・ア・カスティーリャ・イ・レオン　区間優勝（第4ステージ）
- デンマーク一周　区間優勝（第5ステージ・個人タイムトライアル）

- ロードレース世界選手権・ITT　6位

### 2012年
- ヴォルタ・アン・アルガルヴェ　総合優勝
- ツール・ド・ロマンディ　総合4位
- クリテリウム・デュ・ドフィネ　総合9位

### 2013年
- パリ〜ニース　 総合優勝（第5,7(ITT)ステージ優勝）
- クリテリウム・アンテルナシオナル　総合2位、ポイント賞（第2ステージ優勝・個人タイムトライアル）
- バスク一周　総合2位（第5ステージ優勝)
- ツール・ド・ロマンディ 総合8位
- クリテリウム・デュ・ドフィネ 総合2位
- ツール・ド・フランス 総合19位

### 2014年
- ツアー・ダウンアンダー　区間優勝（第5ステージ）

### 2015年
- オーストラリア選手権　優勝（個人タイムトライアル）
- ツアー・ダウンアンダー　総合2位（第5ステージ優勝）
- ヴォルタ・アン・アルガルヴェ　山岳賞（第4ステージ優勝）
- パリ～ニース　 総合優勝(第4,7(ITT)ステージ優勝)
- カタルーニャ一周　 総合優勝
- ジロ・デル・トレンティーノ　総合優勝（第2ステージ優勝）

### 2016年
- ツアー・ダウンアンダー　総合2位（第5ステージ優勝）
- パリ～ニース　総合3位

### 2017年
- ツアー・ダウンアンダー　 総合優勝（第2、第5ステージ優勝）
- パリ～ニース　区間優勝（第7ステージ）
- ツール・ド・ロマンディ  総合優勝
- クリテリウム・デュ・ドーフィネ　区間優勝（第4ステージ・個人タイムトライアル）

### 2018年
- ツアー・ダウンアンダー　総合2位（第5ステージ優勝）
- ツール・ド・ロマンディ　総合3位
- ツール・ド・スイス　 総合優勝

### 2019年
- ツアー・ダウンアンダー　総合2位（第6ステージ優勝）

### 2020年
- ツアー・ダウンアンダー　 総合優勝（第3ステージ優勝）
- ツール・ド・フランス　総合3位

### 2021年
- クリテリウム・デュ・ドーフィネ　 総合優勝
- ボルタ・ア・カタルーニャ　総合2位
- ツール・ド・ロマンディ　総合2位